# Masakra w Duk Padiet
Masakra w Duk Padiet – atak bojówek plemienia Lou Nuer na członków plemienia Dinka w miejscowości Duk Padiet w Sudanie Południowym. W wyniku ataku interweniowały sudańskie siły bezpieczeństwa. Do ataku bojowników doszło 20 września 2009 roku.

## Tło
Konflikt pomiędzy plemionami nomadów narastał z powodu kurczących się zasobów naturalnych. Plemiona rywalizowały ze sobą o miejsca na pastwiska dla zwierząt, a także o wodę pitną. Obszar Kordofanu Południowego został dodatkowo dotknięty suszą. W 2005 roku na tym terenie skończyła się długa wojna domowa. Dodatkowo rejon był zdestabilizowany konfliktem w Darfurze.
Drobne walki wybuchały już na początku 2009 roku. W wyniku nich zginęło ok. 1200 cywilów. Do dużego starcia doszło 26 maja 2009, kiedy to 2000 bojowników na koniach z plemienia Rizeigat zaatakowała Misseriya pod wsią Majram. Z kolei 12 czerwca 2009 wrogowie Lou Nuer, Jikany Nuer zaatakowały konwój ONZ z siłami sudańskimi na rzece Sobat.

## Masakra
Do ataku bojowników Lou Nuer doszło w niedzielę 20 września 2009, kiedy większość mieszkańców z plemienia Dinka była w kościele. Agresorzy spalili 260 domów, po czym przystąpili do rzezi. Bojownicy zabili 51 mieszkańców Duk Padiet. Na miejsce masakry przybyło wojsko, które wdało się w walkę z napastnikami. Siły bezpieczeństwa zabiły 23 bojowników. Natomiast straty wojska sudańskiego sięgały 28 zabitych. Poprzez ogromny pożar wioski tysiące mieszkańców było zmuszonych do ucieczki.